# Ljubičasta linija (1914.)
Ljubičasta linija bila je granična linija dogovorena između Ujedinjenog Kraljevstva i Osmanskog Carstva u ožujku 1914. Bila je nastavak Plave linije dogovorene na Anglo-osmanskoj konvenciji 1913. godine, a odnosila se na granicu između osmanskog jemenskog vilajeta i britanskih Adenskih protektorata. Zajedno s Plavom linijom, Ljubičasta linija je podijelila arapski poluotok na dva dijela.

## Daljnje čitanje
- Anscombe, Frederick F. The Ottoman Gulf: the creation of Kuwait, Saudi Arabia, and Qatar New York: Columbia University Press, 1997.
- Kelly, J.B. Eastern Arabian Frontiers New York: Frederick A Praeger, 1964.
- Kelly, J.B. Sovereignty and Jurisdiction in Eastern Arabia International Affairs (Royal Institute of International Affairs) 34.4 (1958): 16-24.
- Hurewitz, J.C., ed. The Middle East and North Africa in World Politics: A Documentary Record, 2nd edn. Vol. 1: European Expansion, 1535-1914. New Haven: Yale University Press, 1975, pp.567-570.
- Schofield, Richard. Kuwait and Iraq: Historical and Territorial Disputes. London: Chatham House, 1991.
- Slot, B.J. Mubarak al-Sabah: Founder of Modern Kuwait 1896-1915. Arabian Publishing Ltd, 2005.
- Tallon, James N. "Allies and Adversaries: Anglo-Ottoman Boundary Negotiation in the Middle East, 1906–1914" in Justin Q. Olmsted Britain in the Islamic World Imperial and Post-Imperial Connections London: Palgrave, 2019, 89-105.
- Wilkinson, John C. Arabia’s Frontiers: The Story of Britain’s Boundary Drawing in the Desert, London: I.B. Taurus & Co Ltd, 1991, 100-108.